# Lepanthes hotteana
Lepanthes hotteana är en orkidéart som beskrevs av Henry August Hespenheide och Donald Dungan Dod. Lepanthes hotteana ingår i släktet Lepanthes och familjen orkidéer. Inga underarter finns listade i Catalogue of Life.